# Burmese National Council of Women
Burmese National Council of Women, var en kvinnoorganisation i Burma, grundad 1931.
Burmese National Council of Women bildades av Daw Mya Sein och Daw San som en utbrytargrupp ur National Council of Women in Burma, som hade kritiserats för att ignorera nationella frågor och självständighetsrörelsen till förmån för internationella kvinnofrågor. Den lade fokus på kvinnors rättigheter och barnarbete. Likt de flesta kvinnogrupper under den brittiska kolonialtiden blev den dock kortvarig.